# Ectropothecium cyathothecioides
Ectropothecium cyathothecioides är en bladmossart som beskrevs av Brotherus in Rechinger 1908. Ectropothecium cyathothecioides ingår i släktet Ectropothecium och familjen Hypnaceae. Inga underarter finns listade i Catalogue of Life.